# 琳恩·麦克莱门茨
琳恩·麦克莱门茨（英語：Lyn McClements，1951年5月11日—），澳大利亚女子游泳运动员。她曾代表澳大利亚参加1968年夏季奥林匹克运动会游泳比赛，获得一枚金牌和一枚银牌。